# Petite rivière Ouelette
Pour les articles homonymes, voir Ouellette et Rivière Ouelette.
La petite rivière Ouelette est un affluent de la rivière Adam (rivière Laval) (versant de la rivière Laval), coulant dans le territoire non organisé du Lac-au-Brochet, dans la municipalité régionale de comté de la Haute-Côte-Nord, dans la région administrative de la Côte-Nord, au Québec, au Canada. Le cours de la rivière coule entièrement dans le zec de Forestville.
La partie inférieure du bassin versant de la petite rivière Ouelette est desservie par la route 385 laquelle relie le village de Labrieville à la route 138. La route route 385 coupe la partie inférieure de la rivière Adam (rivière Laval). Une route forestière secondaire longe le cours de la Petite rivière Ouelette jusqu’à sa tête, surtout pour les besoins de la foresterie,,.
La foresterie constitue la principale activité économique du secteur ; les activités récréotouristiques, en second.
La surface de la petite rivière Ouelette est habituellement gelée de la fin novembre au début avril, toutefois la circulation sécuritaire sur la glace se fait généralement de la mi-décembre à la fin mars.

## Géographie
La petite rivière Ouelette prend sa source à l’embouchure du lac Bauchet (longueur : 0,8 km ; altitude : 342 m), situé dans le territoire non organisé du Lac-au-Brochet. Ce lac est situé dans la zec de Forestville à 2,6 km à l’Est de la rivière Nicette, à 4,1 km au Nord-Ouest de l’embouchure de la petite rivière Ouelette, à 26,0 km au Nord-Ouest du centre-ville de Forestville, à 17,3 km au Sud-Ouest de l’embouchure de la rivière Adam et à 25,4 km au Nord-Ouest de l’embouchure de la rivière Laval,.
À partir du lac Bauchet (lac de tête), la petite rivière Ouelette coule sur 6,1 km, entièrement en zone forestière, dans la zec de Forestville, selon les segments suivants :
- 1,4 km vers le Nord en traversant le lac Micheline (longueur : 1,1 km ; altitude : 347 m) sur sa pleine longueur, jusqu’à son embouchure ;
- 1,5 km vers le Nord en traversant le lac Claude (longueur : 1,3 km ; altitude : 301 m) sur 0,5 km, jusqu’à son embouchure ;
- 1,7 km vers le Nord-Est en traversant le lac à Boivin (longueur : 0,8 km ; altitude : 276 m) sur 0,5 km vers le Nord-Est et un petit lac non identifié (longueur : 0,3 km ; altitude : 272 m) sur sa pleine longueur vers l’Est, jusqu’à l’embouchure de ce dernier ;
- 1,2 km vers l’Est en traversant le lac à Jean-Marie (longueur : 0,6 km ; altitude : 253 m) sur sa pleine longueur et le lac à Barry (longueur : 0,4 km ; altitude : 243 m) sur sa pleine longueur, jusqu’à l’embouchure de ce dernier ;
- 0,3 km vers le Nord-Est jusqu’à l’embouchure de la rivière[1].

La petite rivière Ouelette se déverse au fond d’une baie de la rive Ouest du Lac à Maxime (longueur : 1,4 km ; altitude : 257 m lequel est traversé vers le Sud-Est par la rivière Adam.
L'embouchure naturelle de la petite rivière Ouelette est située à :
- 9,9 km au Sud-Ouest de la route 385 laquelle remonte la vallée de la rivière Ouelette ;
- 20,2 km au Nord-Ouest du centre-ville de Forestville ;
- 13,0 km au Sud-Ouest du lac Laval (rivière Laval) ;
- 13,9 km à l’Ouest de l'embouchure de la rivière Adam ;
- 99,1 km au Sud-Est du centre-ville de Baie-Comeau[1],[5]

## Toponymie
Le terme « Ouelette » se réfère à un patronyme de famille d’origine française.
Le toponyme de « petite rivière Ouelette » a été officialisé le 5 décembre 1968 à la Banque des noms de lieux de la Commission de toponymie du Québec.